# Stanisław Sołtysiak
Stanisław Józef Sołtysiak (ur. 8 maja 1899 w Pokrzywnicy) – kapitan piechoty Wojska Polskiego, działacz niepodległościowy.

## Życiorys
Syn Ignacego (ur. 1867) i Marii z Miecznikiewiczów (ur. 1865) urodzony 8 maja 1899 w Pokrzywnicy, w ówczesnym powiecie śremskim Prowincji Poznańskiej. Był młodszym bratem Władysława (1895–1969), kaprala, mleczarza, odznaczonego Krzyżem Walecznych i Wielkopolskim Krzyżem Powstańczym.
Był absolwentem Oficerskiej Szkoły dla Podoficerów w Bydgoszczy. 15 lipca 1925 Prezydent RP mianował go podporucznikiem ze starszeństwem z 15 lipca 1925 i 45. lokatą w korpusie oficerów piechoty, a minister spraw wojskowych wcielił do 70 pułku piechoty w Pleszewie. 15 lipca 1927 prezydent RP nadał mu stopień porucznika ze starszeństwem z dniem 15 lipca 1927 i 44. lokatą w korpusie oficerów piechoty. Na początku lat 30. XX w. pełnił służę w macierzystym pułku na stanowisku komendanta powiatowego Przysposobienia Wojskowego w Jarocinie. W kwietniu 1933 został przeniesieny do Korpusu Ochrony Pogranicza. Prezydent RP nadał mu stopień kapitana ze starszeństwem z dniem 1 stycznia 1936 i 256. lokatą w korpusie oficerów piechoty. W marcu 1939 pełnił służbę w 304 Rejonie Przysposobienia Wojskowego „Podole” przy Brygadzie KOP „Podole” na stanowisku komendanta powiatowego PW Zaleszczyki (przynależny ewidencyjnie do batalionu KOP „Borszczów”). W kampanii wrześniowej dowodził 3 kompanią ON „Krynica” Sądeckiego Batalionu Obrony Narodowej. Po 11 września dowództwo 3 kompanii przejął podporucznik rezerwy Andrzej Nowikow. Kapitan Sołtysiak dostał się do niewoli niemieckiej i został osadzony w Oflagu VI E Dorsten (numer jeniecki „404”).

### Czy był ofiarą zbrodni katyńskiej
Zuzanna Gajowniczek, opracowując tzw. listę Gajdideja, ustaliła, że pod pozycją 3010 figuruje porucznik Stanisław Sołtysiak syn Tomasza urodzony w 1896. Opracowanie Zuzanny Gajowniczek zostało opublikowane w 1992 jako „lista starobielska”. W 2003 autorzy pracy „Charków. Księga Cmentarna Polskiego Cmentarza Wojennego” opublikowali natomiast informację, że więźniem obozu w Starobielsku, figurującym na tzw. liście Gajdideja pod poz. 3010 i zamordowanym wiosną 1940 w Charkowie, był kapitan Stanisław Józef Sołtysiak s. Ignacego urodzony w 1899.
5 października 2007 minister obrony narodowej Aleksander Szczygło, kierując się danymi z ww. charkowskiej księgi cmentarnej, mianował pośmiertnie  na stopień majora kapitana Stanisława Sołtysiaka s. Ignacego ur. 1899. Awans został ogłoszony 9 listopada 2007 w Warszawie w trakcie uroczystości „Katyń Pamiętamy – Uczcijmy Pamięć Bohaterów”.
20 kwietnia 2012 w Rymanowie, kierując się częściowo wnioskami Zuzanny Gajowniczek, zasadzono Dąb Pamięci Stanisława Sołtysika (nie Sołtysiaka) syna Tomasza urodzonego 31 marca 1896 w Nowym Żmigrodzie, porucznika piechoty rezerwy Wojska Polskiego, zamordowanego w Charkowie.

## Ordery i odznaczenia
- Krzyż Walecznych dwukrotnie[11][15][21]
- Medal Niepodległości – 17 września 1932 „za pracę w dziele odzyskania niepodległości”[30][2][31][32]
- Medal Pamiątkowy za Wojnę 1918–1921
- Medal Dziesięciolecia Odzyskanej Niepodległości